# Henric Nordlund

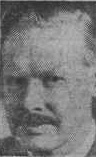
Henric Nordlund

Nils Henric Nordlund, född 29 november 1911 i Sundsvall, död 27 april 1990 i Løgumkloster, var en svensk arkitekt.
Nordlund, som var son till byggmästare Nils Olof Nordlund och Lydia Hansson, avlade studentexamen 1932 och utexaminerades från Chalmers tekniska högskola 1938. Han var anställd hos Gunnar Hoving och Erik Friberger i Göteborg 1938, hos Ragnar Ossian Swensson 1939, hos Axel Forssén 1939, vid stadsarkitekt- och stadsplanekontoret i Göteborg 1940–1941, var biträdande stadsarkitekt i Karlskrona 1941, anställd vid stadsplanekontoret i Göteborg 1943, blev stadsarkitekt i Östersund 1945, länsarkitekt i Västernorrlands län 1966 och i Södermanlands län från 1968. Han var sakkunnig i Byggnadsstyrelsens taxeutredning 1963. Han var ordförande i Östersunds konstklubb 1948–1950 och styrelseledamot i Jämtlands läns konstförening 1963–1966.